# Bolognano
Bolognano község (comune) Olaszország Abruzzo régiójában, Pescara megyében.

## Fekvése
A megye déli részén fekszik. Határai: Caramanico Terme, Castiglione a Casauria, Salle, San Valentino in Abruzzo Citeriore, Scafa, Tocco da Casauria és Torre de’ Passeri.

## Története
Első említése a 11. századból származik. A következő századokban nemesi birtok volt. Önálló községgé a 19. század elején vált, amikor a Nápolyi Királyságban felszámolták a feudalizmust. 

## Népessége
A népesség számának alakulása:

## Főbb látnivalói
- Santissimo Crocifisso-templom
- Santa Maria Entroterra-templom